# Трэн, Келли Мэри
Трэн — транскрипция фамилии с английского. С вьетнамского она транскрибируется как Чан.
Келли Мэри Трэн (англ. Kelly Marie Tran, род. 17 января 1989, Сан-Диего, Калифорния, США) — американская актриса. После съёмок в короткометражных фильмах и отдельных эпизодах телевизионных сериалов, она получила большую известность в роли Роуз Тико в фильме 2017 года «Звёздные войны: Последние джедаи».

## Ранняя жизнь и образование
Трэн родилась 17 января 1989 года в Сан-Диего (штат Калифорния). Её родители — беженцы из Вьетнама, покинувшие страну после войны во Вьетнаме. В детстве её отец был бездомным и рос на улице. Переехав в Соединённые Штаты, он работал в Burger King, а его жена работала в похоронном бюро.
Трэн училась в школе Westview в Сан-Диего и работала в магазине йогуртов «Золотая ложка» в Ранчо Пеньяскитос, чтобы заработать деньги на профессиональные съёмки. Затем Трэн окончила Калифорнийский университет в Лос-Анджелесе (UCLA), получив степень бакалавра искусств в коммуникациях.

## Карьера
Трэн начала свою карьеру в кино в Лос-Анджелесе, участвуя в кастингах на небольшие роли и выступая в комедийных труппах Upright Citizens Brigade" и «The Second City». В 2013 году она снялась в веб-сериале Ladies Like Us. Трэн также снималась в видеороликах юмористического веб-сайта CollegeHumor.
В 2015 году Трэн снялась в роли Роуз Тико в «Звездных войнах: Последние джедаи». Роуз Тико — механик повстанцев, которая присоединяется к главному герою Финну после гибели своей старшей сестры Пейдж Тико (Вероника Нго), стрелка, подготовленная командующим Сопротивлением По Дэмероном. Келли не смогла рассказать своей семье, что получила эту роль. Когда она начала сниматься в Pinewood Studios в начале 2016 года, то сказала родным, что снимается в небольшом фильме в Канаде. Сыграв в «Последних джедаях» Трэн стала первой американкой азиатского происхождения, которая сыграла ведущую роль в киносаге «Звёздные войны». В 2017 году она также стала первой азиаткой, которая появилась на обложке Vanity Fair.

## Отрицательная реакция и нападки
Несмотря на популярность «Последних джедаев» и у критиков и у зрителей, Трэн стала объектом онлайн-нападок, в том числе, расистских, со стороны тех, кому не понравился её персонаж. В ответ Энтони Нгуен, известный американский покерист вьетнамского происхождения, похвалил Трэн за то, что она «первая цветная женщина, которая будет играть лидирующую роль в франшизе „Звёздные войны“». Осуждая расистские нападки, Нгуен заметил, что «цветные, особенно американцы азиатского происхождения, крайне плохо представлены на телевидении и в кино». Журналист-фрилансер Николь Карлис предположила, что нападения на расу и внешний вид Трэн выглядят как страх перед женщинами, которые нарушают сексистские стереотипы. В июне 2018 года Трэн удалила все свои сообщения в Instagram после нескольких месяцев преследования. Режиссёр «Последних джедаев» Райан Джонсон раскритиковал нападавших на Келли. Джонсона поддержали коллеги Трэн по фильму Джон Бойега, Оскар Айзек и Марк Хэмилл. Многие поклонники «Звёздных войн» также выразили поддержку актрисе, которой Джонсон дал высокую оценку.

## Фильмография
| Год  | Название                          | Роль                 | Примечания                      |
| ---- | --------------------------------- | -------------------- | ------------------------------- |
| 2011 | Винсент Космос — Торговля кожей   | Мария                | Веб-сериал                      |
| 2011 | Неприкасаемый                     | Джейми               | Короткометражный фильм          |
| 2011 | The Rising Cost of Cosmetics      | Чхон Хэй Парк        | Короткометражный фильм          |
| 2011 | Impressions                       | Элис                 | Короткометражный фильм          |
| 2011 | Hot Girls on the Beach            | Боба Чик/Студент     | Часть «Great White Shark Movie» |
| 2012 | The Cohasset Snuff Film           | Кристина Чан         | Не указана в титрах             |
| 2013 | Andy’s CDs                        | Келли                | Короткометражный фильм          |
| 2016 | XOXO                              | Баттерфляй Рейв Гёрл |                                 |
| 2017 | Звездные войны: Последние джедаи  | Роуз Тико            |                                 |
| 2019 | Звёздные войны: Скайуокер. Восход | Роуз Тико            |                                 |
| 2020 | Семейка Крудс: Новоселье          | Заря                 | Озвучка                         |
| 2021 | Райя и последний дракон           | Райя                 | Озвучка                         |
| 2023 | Однажды в студии                  | Райя                 | Озвучка                         |

| Год       | Название                                       | Роль                                                       | Примечания                                                                            |
| --------- | ---------------------------------------------- | ---------------------------------------------------------- | ------------------------------------------------------------------------------------- |
| 2011      | This Indie Girl                                | Героическая девочка                                        | Эпизод «Just the Way It Is»                                                           |
| 2012      | Fabulous High                                  | Sierra Mar Student #4                                      | Телефильм                                                                             |
| 2013—2015 | Ladies Like Us                                 | Kelly/Larry                                                | Телесериал                                                                            |
| 2014—2016 | CollegeHumor Originals                         | Full Asian/Кейт/Келли/Startup «Foodler» Girl/Мелисса/Эмбер | Телесериал                                                                            |
| 2014—2016 | Life on Normal Street                          | Сара                                                       | 3 эпизода                                                                             |
| 2014      | To the Bridge                                  | Лидия                                                      | Пилотный эпизод                                                                       |
| 2014      | Мой мальчик                                    | Маргарит                                                   | 2 эпизода                                                                             |
| 2014      | Hope & Randy                                   | Тина                                                       | Телевизионный мини-сериал                                                             |
| 2014      | Currently Cool                                 | Дженни                                                     | Эпизод «Baby Daddy Daddy Daddy»                                                       |
| 2015      | Comedy Bang! Bang!                             | Подруга-подросток                                          | Эпизод «Thomas Middleditch Wears an Enigmatic Sweatshirt and Sweatpants with Pockets» |
| 2015      | Ladies Like Us: The Rise of Neighborhood Watch | Ларри                                                      | 2 эпизода                                                                             |
| 2015      | Адам портит всё                                | Шэрон/Phone Woman                                          | 2 эпизода                                                                             |
| 2015      | Discount Fitness                               | Бетси                                                      | Эпизод «Goal Met»                                                                     |
| 2016      | Pub Quiz                                       | Эйша                                                       | Телефильм                                                                             |
| 2016      | History of the World…For Now                   | Дочь                                                       | Эпизод #1.4                                                                           |
| 2016      | Fall Into Me                                   | Эва                                                        | Эпизод «British Billionaire»                                                          |
| 2016      | Пойте                                          | Twinkle Twinkle Auditioner                                 | Вебсериал-ситком. Эпизод «THE SHOW BEGINS!»                                           |
| 2018      | Звёздные войны: Силы Судьбы                    | Роуз Тико                                                  | Мультсериал. Эпизод «Shuttle Shock»                                                   |
| 2018      | Сожалею о вашей утрате                         | Жюль                                                       | Драма                                                                                 |
| 2024      | Sweet Tooth: мальчик с оленьими рогами         | Рози Чжан                                                  | 8 эпизодов                                                                            |

## Премии и номинации
| Год  | Премия  | Категория                        | Фильм                            | Итог      |
| ---- | ------- | -------------------------------- | -------------------------------- | --------- |
| 2018 | Империя | Женский дебют                    | Звёздные войны: Последние джедаи | Номинация |
| 2018 | Сатурн  | Лучшая киноактриса второго плана | Звёздные войны: Последние джедаи | Номинация |